# KIA 센터
KIA 센터(영어: KIA Center)는 미국 플로리다주 올랜도에 위치한 실내 경기장이다. 현재 NBA 올랜도 매직과 ECHL 올랜도 솔라 베어스의 홈경기장으로 사용되고 있다.
| NBA 올스타전 개최 경기장 |                    |             |
| 2011년                   | 2012년 암웨이 센터 | 2013년      |
| 스테이플스 센터          | 2012년 암웨이 센터 | 도요타 센터 |
|                          |                    |             |
|                          |                    |             |